# (21254) Jonan
(21254) Jonan est un astéroïde de la ceinture principale.

## Description
(21254) Jonan est un astéroïde de la ceinture principale. Il fut découvert le 24 janvier 1996 à Kumamoto par Juro Kobayashi. Il présente une orbite caractérisée par un demi-grand axe de 2,67 UA, une excentricité de 0,06 et une inclinaison de 21,5° par rapport à l'écliptique.

## Compléments